# Kurt Palm

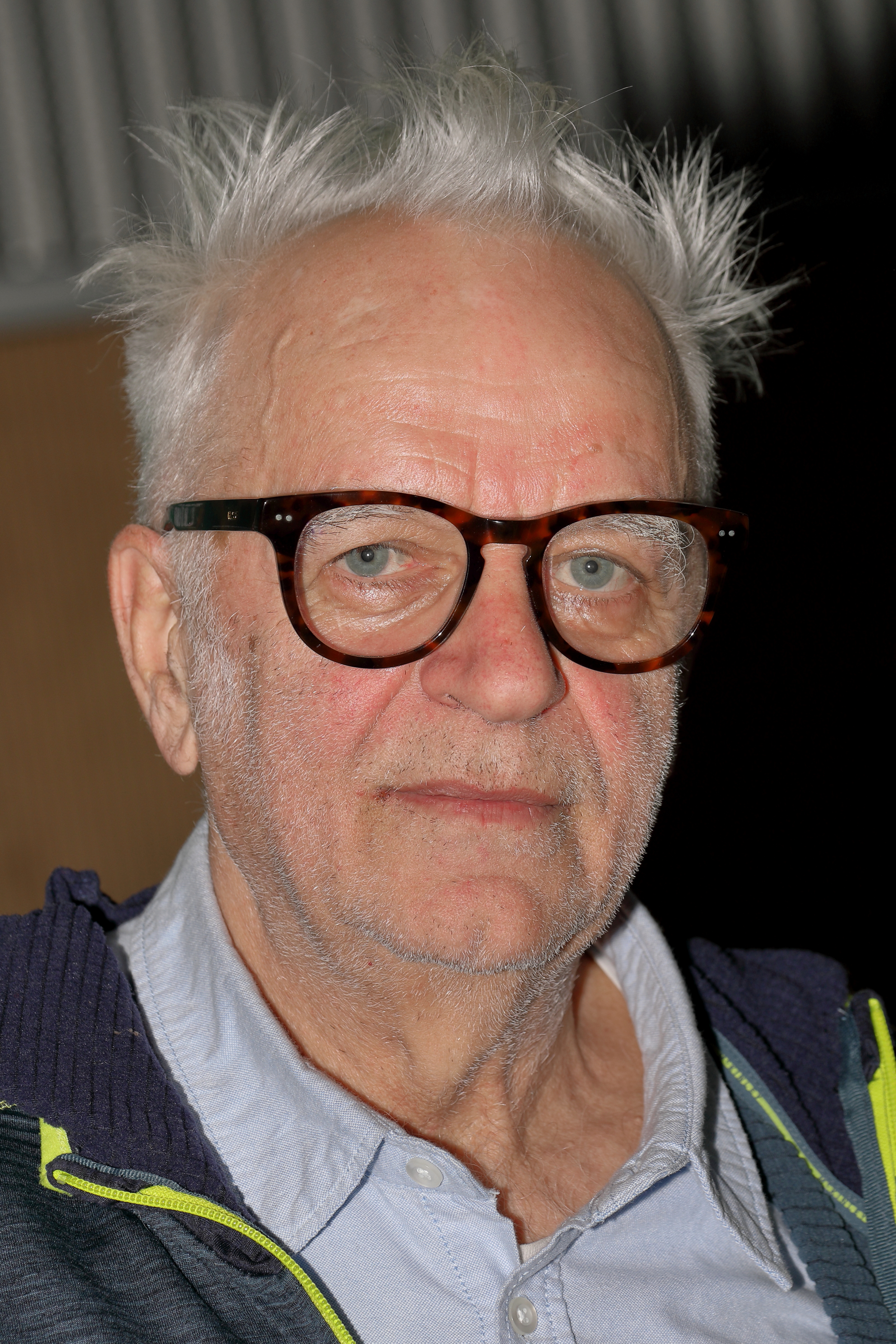
Kurt Palm

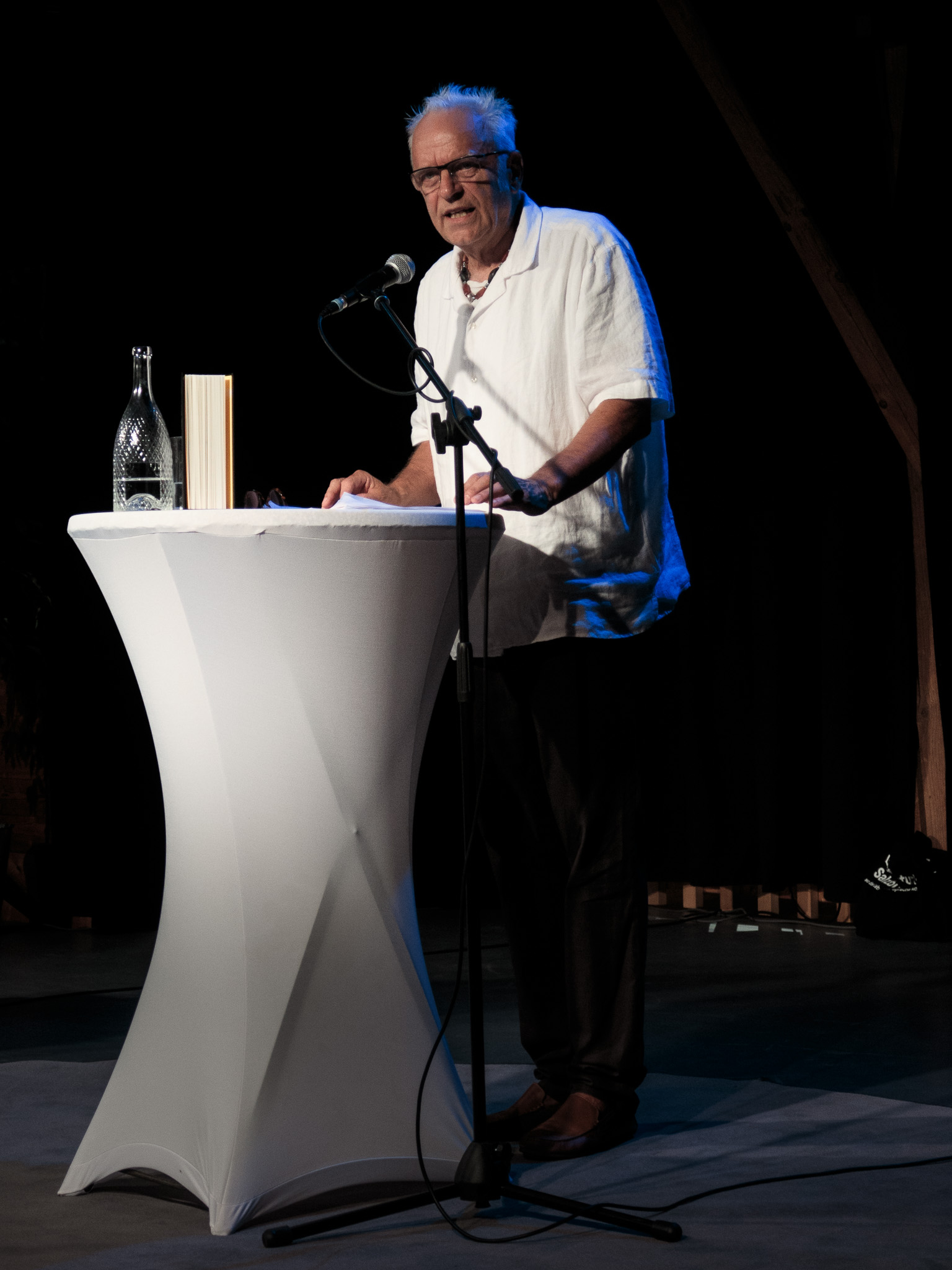
Kurt Palm, 2022

Kurt Palm (* 12. April 1955 in Vöcklabruck) ist ein österreichischer Autor und Regisseur.

## Leben und Wirken
Kurt Palm studierte Germanistik und Publizistik an der Universität Salzburg. Während seiner Studienzeit engagierte er sich beim Kommunistischen Studentenverband (KSV). 1981 promovierte er mit einer Dissertation, die er 1983 unter dem Titel Vom Boykott zur Anerkennung. Brecht und Österreich in Buchform veröffentlichte.
Seit 1982 arbeitet Palm als Regisseur, Autor und Volksbildner. 1989 gründete er in Wien die legendäre Theatergruppe Sparverein Die Unz-Ertrennlichen, die 1999 wieder aufgelöst wurde. Von 1994 bis 1996 inszenierte er 24 Folgen der von Hermes Phettberg moderierten Phettbergs Nette Leit Show. Seit 19. November 1998 ist Palm Mitglied der Society of Jem Casey in Dublin. Er lebt in Wien und in Litzlberg am Attersee.

## Inszenierungen (Auswahl)
- 1984 Ella von Herbert Achternbusch, Szene Salzburg
- 1985 Gimme shelter von Barrie Keffee, Szene Salzburg
- 1987 Zipf von Reinhard Palm, Uraufführung, Wiener Festwochen, Theater im Künstlerhaus, Wien
- 1988 Im Mund noch den Geschmack des andern Manns, Brecht-Abend, Moulin Rouge, Wien
- 1989 Ich bin der Erfinder der westenlosen Kleidung, das 24 Stunden Dr. Franz Kafka Happening, Theater im Konzerthaus, Wien; Sanatorium Kierling, NÖ
- 1990 Kafkas Franz von Alan Bennett, deutschsprachige Erstaufführung, Theater im Konzerthaus, Wien
- 1990 In her Mouth Lingers the Taste of Another Man, An Evening of Bertolt Brecht’s Erotic Poems and Songs, Gas Station, New York
- 1991 In Schwimmen-zwei-Vögel von Flann O’Brien, deutschsprachige Erstaufführung, Sargfabrik, Wien
- 1991 Magic Afternoon von Wolfgang Bauer, Gas Station, New York
- 1992 Die Trilogie vom Schase, Sargfabrik, Wien
- 1992 Du pect/Vom Furz (Anonymus)
- 1992 Erlaubent, Schas, sehr heiß bitte! von H. C. Artmann
- 1992 Flatus interruptus von Erich Möchel, Uraufführung
- 1993 Bei Anruf – Mord von Frederick Knott, Theater im Konzerthaus, Wien
- 1993 Das schwache Geschlecht von Gustave Flaubert, deutschsprachige Erstaufführung, Sargfabrik, Wien
- 1993 Tadpoletigermosquitos at Mulligan’s von Wolfgang Bauer, Uraufführung, Ohio Theatre, New York
- 1994 Der wilde Jäger, Oper von Gerald Futscher, Libretto von Franz Grillparzer, Uraufführung, Wiener Festwochen, Messepalast, Wien
- 1994 Bringt mir die Hörner von Wilmingtons Kuh, Western von Kirk J. Metés, Uraufführung, Remise, Wien
- 1995 When the Saints Go Cycling in von Flann O’Brien, deutschsprachige Erstaufführung, Alte Reithalle, Wien
- 1998 Die Fledermaus von Johann Strauss, Opera Ireland, Dublin
- 1999 Der Letzte macht das Licht aus, Abschlusshappening des Sparvereins Die Unz-Ertrennlichen, Semper-Depot, Wien
- 1999 Glaube Liebe Alkohol, Bunter Abend, Burgtheater, Wien
- 2000 Die Blume von Hawaii von Paul Abraham, Landestheater Linz
- 2001 Einen Jux will er sich machen von Johann Nestroy, Schauspielhaus Graz
- 2001 Der Freischütz von Carl Maria von Weber, Landestheater Linz
- 2001 Im Weißen Rößl von Ralph Benatzky, Schauspielhaus Graz
- 2002 Die Dreigroschenoper von Bertolt Brecht/Kurt Weill, Landestheater Linz
- 2003 The dressed Chef, Vier Kochtheaterabende über James Joyce, Franz Kafka, Adalbert Stifter und Wolfgang Amadé Mozart, diverse Aufführungsorte
- 2004 Die Liebesprobe von Wolfgang Amadé Mozart, Gasthaus Zur Post, Ottensheim
- 2005 Ei, wie schön, Bunter Abend, Minoritenkirche, Krems
- 2006 Erst kommt das Fressen, dann kommt die Moral, Brecht-Kochtheaterabend, Festwochen Gmunden
- 2007 Heute ist uns alles Wurst, Wurst-Abend, Aktionsradius Augarten, Wien
- 2008 Der Zwerg ruft von Kurt Palm, Uraufführung, Theater Phönix, Linz
- 2011 Bad Fucking von Kurt Palm, Uraufführung, Theater Phönix, Linz
- 2014 Stalin in Meidling von Kurt Palm, Werk X, Wien
- 2017 Ein Sommernachtstraum oder Badewannengriffe im Preisvergleich von Kurt Palm, Uraufführung, Theater Phönix, Linz
- 2019 Die Verlockung von Kurt Palm nach Rudi Palla und Peter Turrini, Uraufführung, Werk X, Wien
- 2022 This is the End, my Friend von Kurt Palm, Uraufführung, Theater Phönix, Linz
- 2024 Kafkas Franz – The Reunion, Rabenhoftheater, Wien

## Sparverein Die Unz-Ertrennlichen
Bei den Produktionen des Sparvereins Die Unz-Ertrennlichen wirkten zwischen 1989 und 1999 unter anderem folgende Künstlerinnen und Künstler mit: Lindy Annis, Attwenger, Wolfgang Bauer, Karl Bruckschwaiger, Christian Eckenhofer, Rainer Egger, Johannes Friesinger, Wiglaf Droste, Robert Gernhardt, Max Goldt, Oliver Hangl, Amina Handke, Eckhard Henscheid, Gabi Hift, Ursula Hübner, Andreas Karner, Bodo Kirchhoff, Elisabeth Kny, Wolfgang Kralicek, Karl Ferdinand Kratzl, Thomas Kussin, Susanna Marchand, Mara Mattuschka, Thomas Mießgang, Erich Möchel, Klaus Nüchtern, Fritz Ostermayer, Hermes Phettberg, Begonia Plaza, Chrono Popp, Martin Puntigam, Bernd Rauschenbach, Josef Reiter, Wilbirg Reiter, Harry Rowohlt, Tex Rubinowitz, Martina Salner, Hermann Schmid, Marian Schönwiese, Diane Shooman, Andreas Sobik, Alexandra Sommerfeld, Kathy Tanner, Tobias Urban, Renato Uz, Christoph Winder, Paul Wolff-Plottegg und Ernst Wolzenburg.

## Bücher

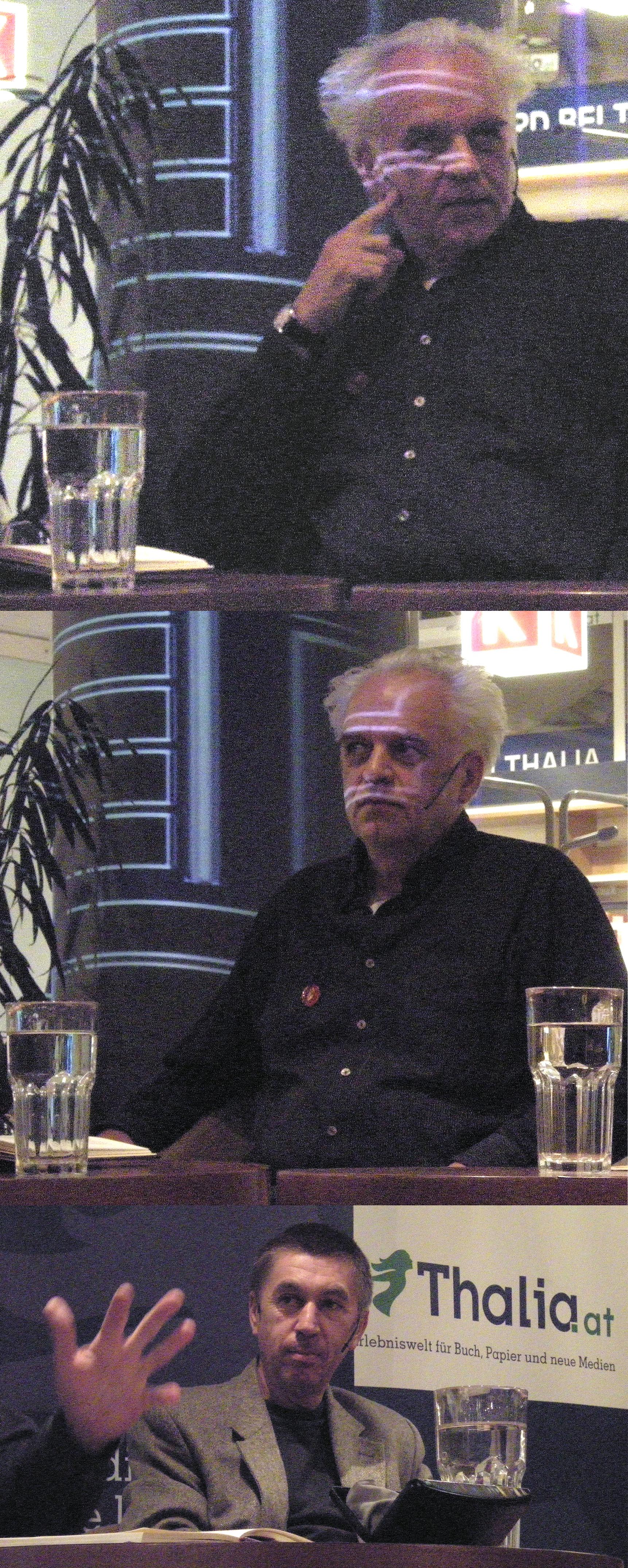
Palm und Wolfgang Beyer präsentieren Palms Krimi Bad Fucking. Wien 2010

- Vom Boykott zur Anerkennung. Brecht und Österreich. Löcker Verlag, Wien 1983, 2. Auflage 1984.
- Suppe Taube Spargel sehr sehr gut. Essen und trinken mit Adalbert Stifter. Löcker Verlag, Wien 1999, 2. Auflage 2005
- Der Brechreiz eines Hottentotten. Ein James-Joyce-Alphabet von Aal bis Zahl. Löcker Verlag, Wien 2003
- Der Wolfgang ist fett und wohlauf. Essen und trinken mit Wolfgang Amadé Mozart. Löcker Verlag, Wien 2005
- Brecht im Kofferraum. Aufsätze, Anekdoten, Abschweifungen. Löcker Verlag, Wien 2006
- War Mozarts Vogel ein Genie? Gesammelte Kolumnen. Mit Zeichnungen von Tex Rubinowitz, Residenz Verlag, St. Pölten – Salzburg 2007
- Die Hitzeschlacht von Lausanne. Österreich – Schweiz 1954. Residenz Verlag, St. Pölten – Salzburg 2008
- Palmsamstag. Der schönste Tag der Woche. Mit einem Vorwort von Franz Schuh, Löcker Verlag, Wien 2009
- Bad Fucking. Krimi. Residenz Verlag, St. Pölten / Salzburg 2010, 5. Auflage 2011, ISBN 978-3-7017-1534-3.
- Die Besucher. Roman. Residenz Verlag, St. Pölten 2012, ISBN 978-3-7017-1587-9
- Bringt mir die Nudel von Gioachino Rossini. Kein Spaghetti-Western. Residenz, St. Pölten 2014, ISBN 978-3-7017-1604-3
- Strandbadrevolution. Roman. Deuticke Verlag, Wien 2017, 2. Auflage 2017
- Monster. Roman. Deuticke Verlag, Wien 2019, ISBN 978-3-552-06394-5
- Der Hai im System. Roman, Leykam Verlag, Graz-Wien 2022, ISBN 978-3-7011-8239-8
- Trockenes Feld. Roman, Leykam Verlag, Graz-Wien 2024

## Libretti
- Spiel mir das Lied von Gioachino Rossini, Western-Oper, (Libretto-Mitarbeit: Michaela Mandel), Musik von Gioachino Rossini, UA 27. Oktober 2018, IG Opera Zofingen (Schweiz), Regie: Elja-Duša Kedveš

- Mensch Mozart! Eine Seifenoper, (Libretto-Mitarbeit: Michaela Mandel), Musik von Wolfgang Amadé Mozart, UA 26. Oktober 2019, IG Opera Zofingen (Schweiz), Regie: Corsin Gaudenz und Božena Ĉivić

## Filme
- In Schwimmen-zwei-Vögel, nach dem gleichnamigen Roman von Flann O’Brien, Österreich 1997, 90 Minuten
- Der Schnitt durch die Kehle oder Die Auferstehung des Adalbert Stifter, Österreich 2004, 82 Minuten
- Der Wadenmesser oder Das wilde Leben des Wolfgang Mozart, Österreich 2005, 85 Minuten
- Hermes Phettberg, Elender, Österreich 2007, 83 Minuten
- Kafka, Kiffer und Chaoten, Österreich 2014, 84 Minuten

## Auszeichnungen
- 1988 Talentförderungsprämie für Wissenschaft/Germanistik der oberösterreichischen Landesregierung
- 1991 Förderungspreis zur Josef-Kainz-Medaille der Stadt Wien für die Regie von Kafkas Franz
- 2001 Verdienstmedaille der Marktgemeinde Timelkam in Gold für besondere Verdienste und Leistungen auf dem Gebiete Kultur, Kunst, Wissenschaft
- 2006 Fernsehpreis der Erwachsenenbildung für den Film Der Schnitt durch die Kehle
- 2011 Friedrich-Glauser-Preis für Bad Fucking
- 2012 Kulturpreis des Landes Oberösterreich für Film
- 2017 Franz Josef Altenburg-Preis der Salzkammergut Festwochen Gmunden
- 2017 Nominierung für den Theaterpreis NESTROY für das Stück Ein Sommernachtstraum oder Badewannengriffe im Preisvergleich von Kurt Palm in der Kategorie „Beste Bundesländer-Aufführung 2017“
- 2023 Leo-Perutz-Preis für Der Hai im System[3]